# Осиновый Ключ
Осиновый Ключ (мар. Архип почиҥга) — деревня в Сернурском районе Республики Марий Эл. Входит в состав Казанского сельского поселения.

## География
Находится в северо-восточной части республики Марий Эл на расстоянии приблизительно 18 км на север-северо-восток от районного центра посёлка Сернур.

## История
В 1836 году в починке было 3 двора, проживали 22 человека, в 1870 году 36 человек. В 1885 году починок состоял из 8 дворов, где проживали 55 человек. В 1925 году в деревне Осиновый Ключ проживали 70 человек, мари. В 1926 году здесь числилось 12 дворов. В 1975 году в 12 хозяйствах проживал 61 человек. В 1988 году в Осиновом Ключе имелись 4 дома, проживали 10 человек. В советское время работали колхозы «Памаш», имени Молотова, совхоз «Казанский».

## Население
Население составляло 14 человека (мари 100 %) в 2002 году, 18 в 2010.